# Cuillers
Pour les articles homonymes, voir cuillère (homonymie).

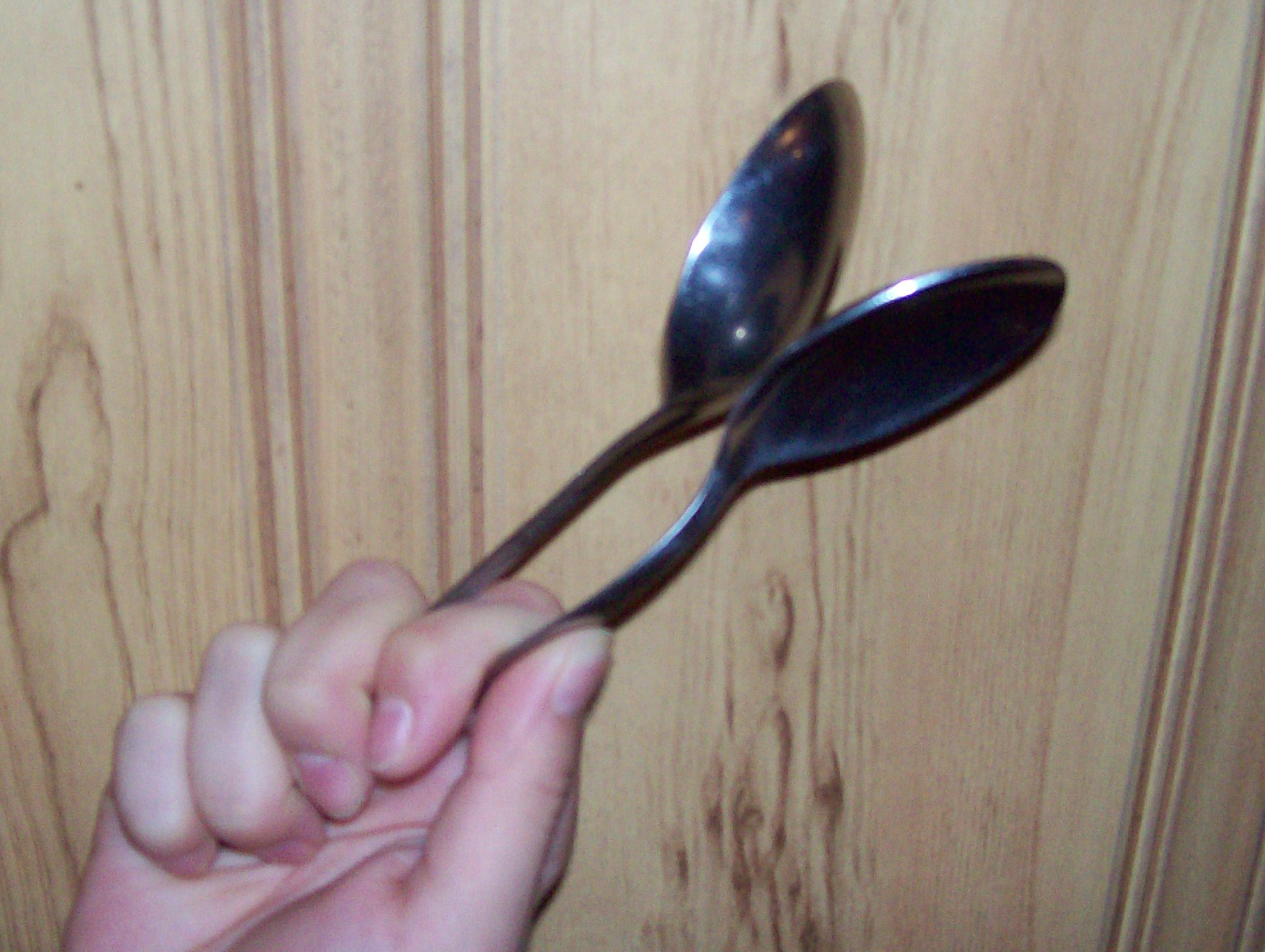
Tenue usuelle des cuillères lorsqu'utilisées comme instrument de percussion.

Les cuillers ou cuillères sont, jouées par deux, un instrument de musique idiophone, c'est-à-dire un instrument de percussion résonnant par lui-même. Il s'agit à l'origine de véritables cuillères détournées de leur fonction. 
On les retrouve dans bien des pays d'Europe centrale, d'Amérique du Nord ou d'Asie centrale depuis le XVIIIe siècle. Elles sont utilisées dans les musiques traditionnelles, folkloriques et dans le folk ou le bluegrass. 

## Facture
On utilise une paire de cuillères en bois ou en métal. Parfois des grelots, ou deux manches agrémentés de grelots, ornent la cuillère. Celle-ci devient alors un instrument spécialement destiné à la musique (lozhky).

## Jeu
Le musicien les insère (dos contre dos) entre les doigts (pouce et index et index et majeur) et les secoue en rythme. La technique rejoint celle des castagnettes ou des kartals. On peut y adjoindre divers résonateurs : bouche (plus ou moins ouverte), d'autres cuillères (jusqu'à quatre ou cinq). On peut aussi les frapper contre des parties du corps (jambe, genoux, doigts, notamment).

## Appellations
- Cuillères (France, Canada, Suisse) en métal/cuivre
- Cucharas (nom espagnol, Cuba, etc.) en bois
- Kaşık (Turquie) en bois
- Kasike (Bosnie) en métal/cuivre
- Holzlöffel (Suisse) en bois
- Lozhky (Russie) en bois
- Muong (Viêt Nam) en métal
- Saukstai (Lituanie) en bois
- Spoons (Royaume-Uni, États-Unis, Irlande) en métal

## Sources et liens externes
- (en) S. Sadie, The New Grove Dictionary of Musical Instruments, Macmillan, London, 1985.
- Cuillères musicales de Louis-Georges l'Ecuyer (Canada)